# Беляев, Леонид Михайлович
Леони́д Миха́йлович Беля́ев (1910—1985) — профессор, доктор физико-математических наук, заслуженный деятель науки и техники РСФСР, лауреат Сталинской премии.

## Биография
Родился 10 июля 1910 года в посёлке Климковского чугунолитейного завода в семье горнорабочих.
В 1917—1922 годах учился в Климковской школе. С 13 лет работал по найму. В 1928—1930 кататель и нагребщик на Ивановском и Осиновском рудниках.
В 1930 г. по комсомольскому направлению поступил на рабфак в Нижнем Новгороде. В 1937 году окончил физический факультет Горьковского университета.
С 1939 г. — в Лаборатории кристаллографии АН СССР (в дальнейшем Институт кристаллографии АН СССР): аспирант, научный сотрудник, с 1945 г. зав. лабораторией выращивания органических и неорганических кристаллов для сцинтилляционных счетчиков, зам. директора Института.
Участник атомного проекта.
В январе 1963 года присуждена учёная степень доктора физико-математических наук, а в июле 1970 года утверждён в ученом звании профессора по специальности «кристаллография» и «кристаллофизика».
Читал курс лекций в Горьковском и Московском университетах, Северо-Кавказском педагогическом институте.
С 1975 г. на пенсии. Умер 4 октября 1985 года.

## Награды
- Сталинская премия 2-й степени 1953 г. — за участие в атомном проекте (за разработку фотоэлектронных умножителей и сцинтилляционных кристаллов)[1][2].
- Заслуженный деятель науки и техники РСФСР (1973).
- Награждён орденами Трудового Красного Знамени, «Знак Почёта» и шестью медалями.